# 西營盤賽馬會分科診所

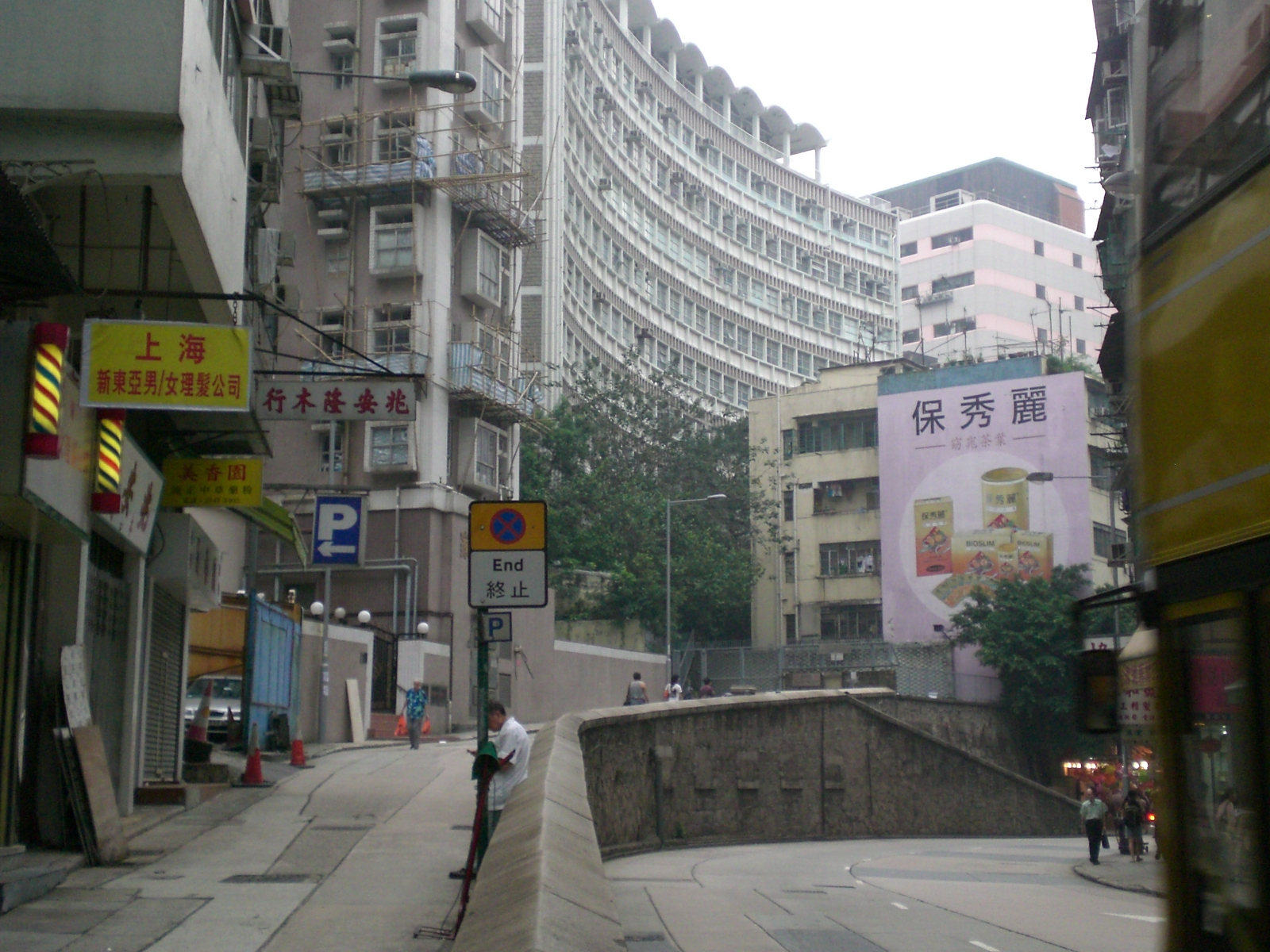
西營盤賽馬會分科診所，位於皇后大道西近雀仔橋

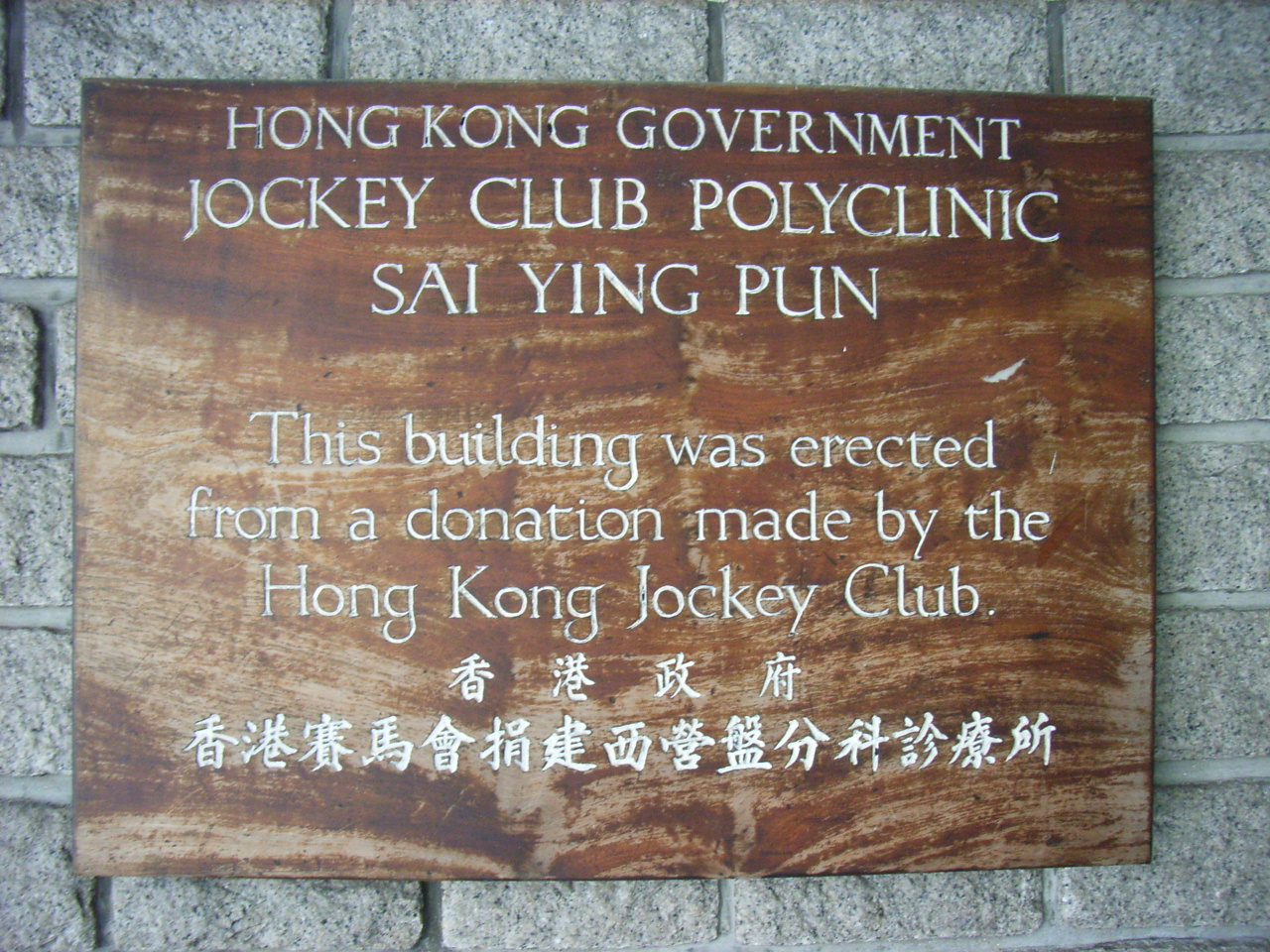
西營盤賽馬會分科診所的建立紀念牌

西營盤賽馬會分科診療所（英語：Sai Ying Pun Jockey Club Polyclinic，簡稱西營盤分科診所），前身稱為國家醫院（英語：Government Civil Hospital），是香港一所歷史悠久的醫務建築，在1874年創立，位於香港島西營盤皇后大道西134號，當時是香港第一所非軍用的醫院，亦即首間公立醫院，由當時香港政府創立，主診用西方醫學方法治病。因應瑪麗醫院於1937年4月13日建成，原有的國家醫院和山頂醫院亦隨之關閉，以節省成本。
現在的西營盤賽馬會分科診療所，經重建而成，由香港賽馬會贊助，是普通科診療所，由醫院管理局經營。該診所於1959年2月5日奠基，由時任香港總督柏立基夫人主持儀式，其中英皇御准香港賽馬會捐款450萬港元興建，1960年7月8日啟用，由柏立基主持開幕儀式。

## 相關分科
- 胸肺科
- 皮膚科

## 外部連結
维基共享资源上的相關多媒體資源：西營盤賽馬會分科診所